# Dendrobium balzerianum
Dendrobium balzerianum är en orkidéart som beskrevs av Hans Fessel och Emil Lückel. Dendrobium balzerianum ingår i släktet Dendrobium, och familjen orkidéer.
Artens utbredningsområde är Filippinerna. Inga underarter finns listade i Catalogue of Life.